# Frank W. Montag

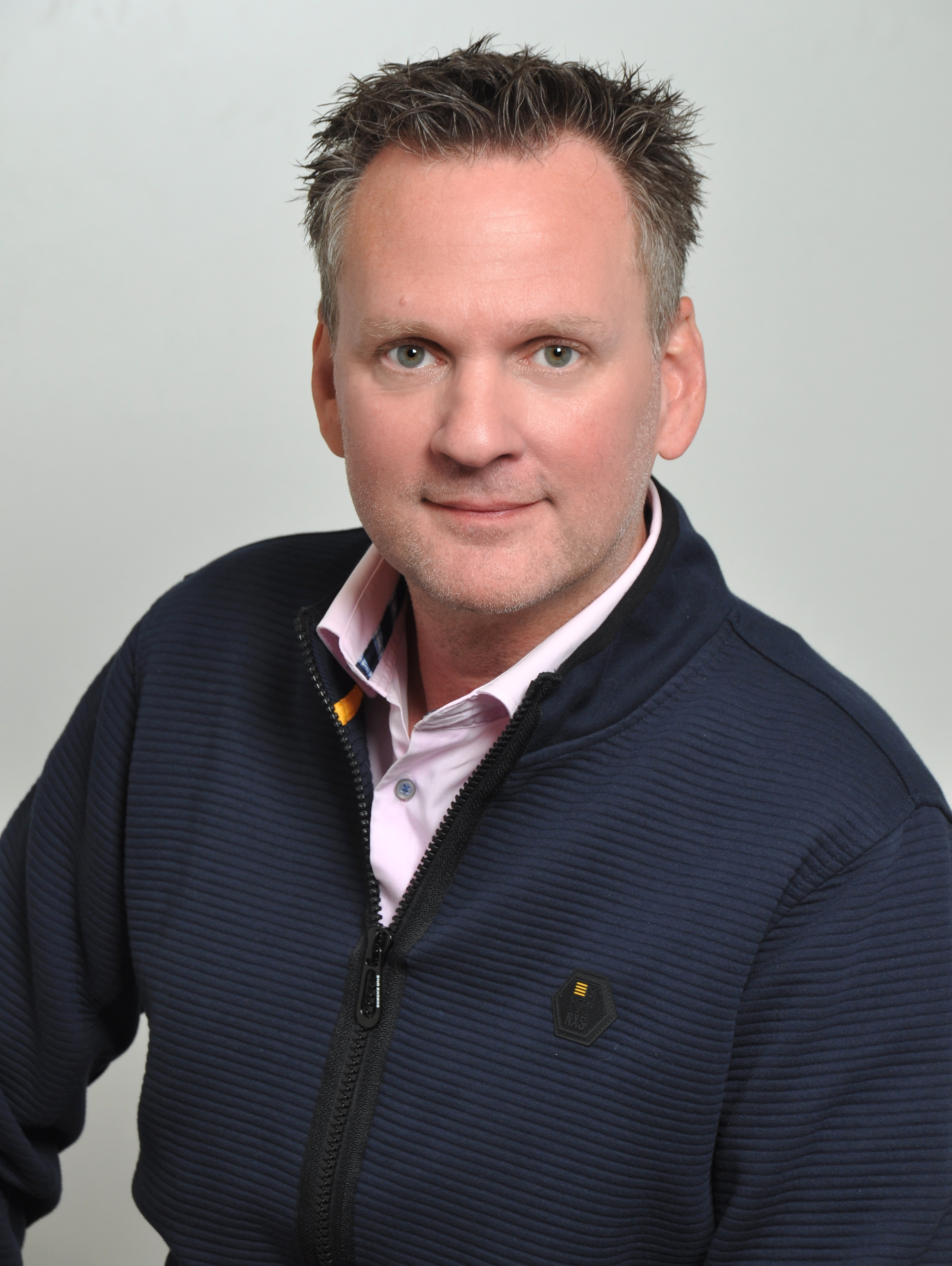
Frank W. Montag (2021)

Frank W. Montag (* 16. September 1973 in Essen) ist ein deutscher Regisseur, Kameramann, Filmproduzent und Dozent.

## Biografie

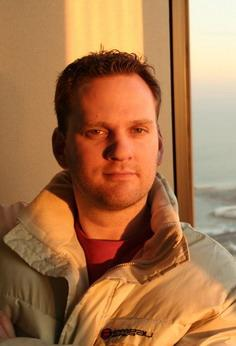
Frank W. Montag 2007 in Chicago auf dem Fangoria Weekend of horrors

Nach dem Gymnasium schlug Montag zunächst die berufliche Laufbahn als Radio- und Fernsehtechniker ein und besuchte im Anschluss eine höhere Berufsfachschule für Elektrotechnik. Nach seinem 1987 selbst gesetzten Ziel, eines Tages Filme zu drehen, dieses jedoch zu dem Zeitpunkt aus Kostengründen utopisch aussah, entschied er sich zunächst für die technische Seite. 1998 machte er seine erste Ausbildung im Medienbereich als Ton-Assistent und produzierte mit diversen Musikern einige Lieder aus der damaligen Techno-, Trance- und Eurodance-Branche. Danach folgte sein erstes Diplom als digitaler Filmemacher. Da die Medienbranche noch nie als sicherer Berufshafen galt, absolvierte Montag 2005 ein weiteres Studium als Netzwerkadministrator für NT-basierte Systeme. 2019 absolvierte er sein letztes Studium als Wirtschaftsfachwirt.
In den Jahren 2005–2011 produzierte Montag mit seiner eigenen Produktionsfirma und digitalem Kinoverleih Mondaymovies fünf Filme, von denen zwei Filme veröffentlicht wurden. Sein erster Film und gleichzeitig sein Kinodebüt ist der deutsche Horrorfilm SLASHER, der im Sommer 2006 überwiegend im Ruhrgebiet gedreht wurde und 2007 eine deutsche und österreichische Kinoauswertung erfuhr. Im Homevideo-Bereich wurde der Film zunächst als DVD im deutschsprachigen Raum, USA und Japan ausgewertet. Der zweite veröffentlichte Film CANNIBAL DINER erschien 2012 und erfuhr ebenfalls Auswertungen im Kino, auf DVD und Blu-ray.
Seit der Gründung von Mondaymovies 2005 produziert Montag Imagefilme, Industriefilme, Werbeclips und Produktvideos für eine Vielzahl von Firmen, u. a. RWE, BMW, STARBUCKS COFFEE, CINEPLEX und diversen Agenturen wie MMMedia in Hamburg. 2010 war er hauptverantwortlich für die Dreharbeiten vom Ruhr-Atoll auf dem Baldeneysee in Essen, das im Rahmen der RUHR.2010 als innovatives Kunstprojekt galt.
Als Dozent unterrichtet Montag Filmproduktion, 3D-Animation und Showlaser-Anwendungen in der Veranstaltungstechnik, u. a. an der Media Academy in Berlin.

## Filmografie
- 2007: Slasher
- 2012: Cannibal Diner